# ياسر أبل
ياسر أبل (1973 - ) وزير دولة لشؤون الإسكان في الكويت، ما بين عامي 2014 - 2016.

## السيرة الذاتية
ولد ياسر حسن ابل في عام 1973 بالكويت وهو عضو في المجلس الاعلى للتخطيط وعضو سابق في مجلس إدارة النادي العربي الرياضي شغل منصب وزير دولة لشؤون الإسكان في يناير 2014 ، كما شغل منصب وزير الأشغال العامة بالوكالة من 16 مارس 2015 إلى 18 مارس 2015 ، وايضا شغل منصب وزير الكهرباء والماء بالوكالة من 16 مارس 2015 إلى 18 مارس 2015 ، وأخيرآ عين وزير دولة لشؤون الإسكان ووزيرا للخدمات في 10 ديسمبر 2016.